# 오미소카

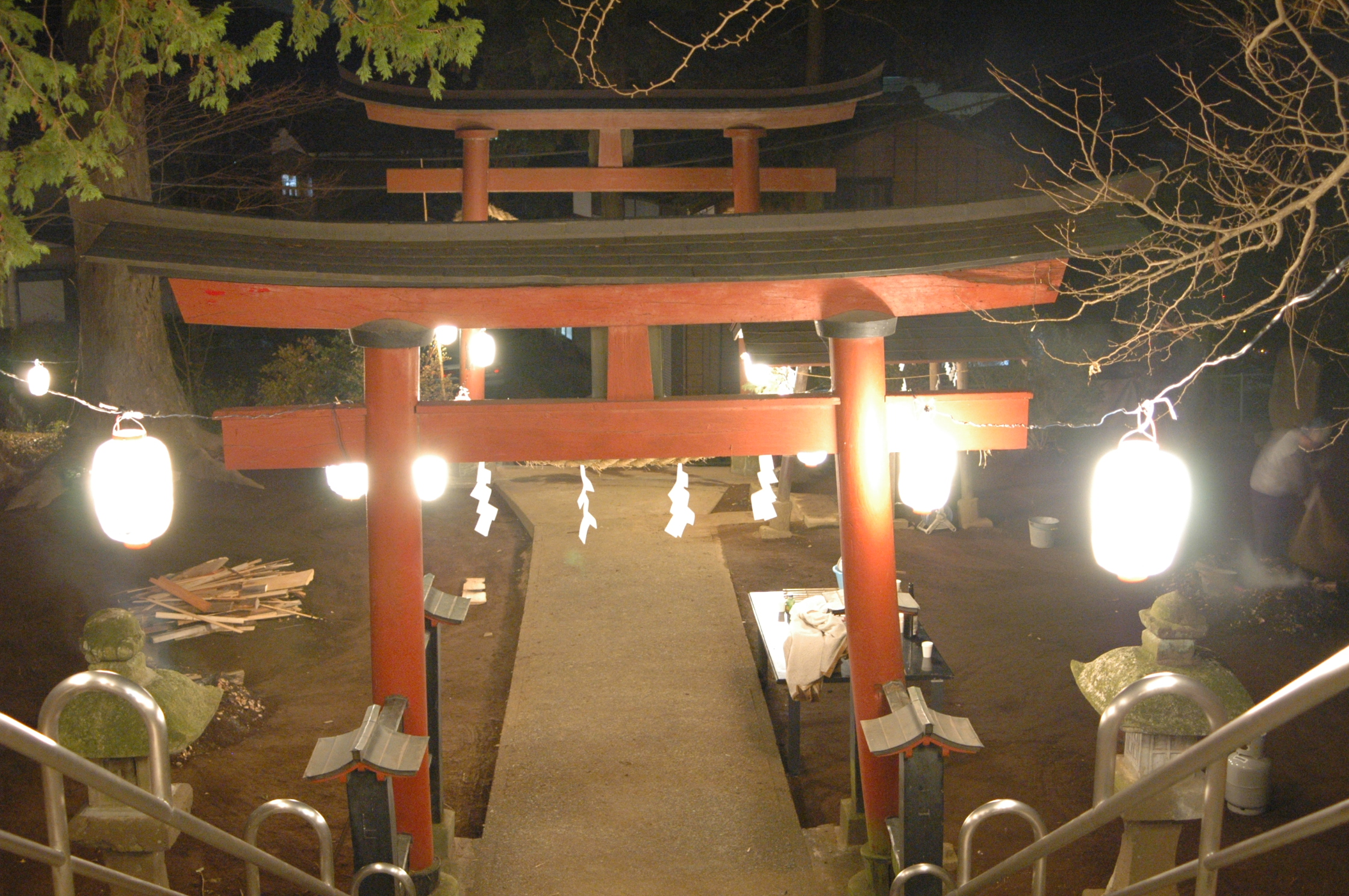

오미소카(일본어: 大晦日→대회일)는 일본에서 한 해의 마지막 날을 일컫는 말이다.
천보력 등 일본의 태음태양력에서는 12월 30일 또는 12월 29일, 태양력에서는 12월 31일에 해당하며, 현대에는 주로 태양력을 기준으로 삼는다. 오쓰고모리(일본어: 大つごもり)라고도 한다. 다음날은 신년 1월 1일이다. 일본에서는 각종 행사가 열린다.

## 음식
- 토시코시 소바
- 조니

## 관련 행사
- 홍백가합전

## 같이 보기
- 섣달그믐